# Kleptochthonius henroti
Espèce
Synonymes
- Chamberlinochthonius henroti Vachon, 1952

Kleptochthonius henroti est une espèce de pseudoscorpions de la famille des Chthoniidae.

## Distribution
Cette espèce est endémique de Virginie-Occidentale aux États-Unis. Elle se rencontre dans le comté de Greenbrier dans les grottes McClung Cave, Arbuckle Cave, General Davis Cave, McFerrin Cave, Bransford's Cave et Higgenbotham Caves.

## Description
Les mâles mesurent de 2,17 à 2,72 mm et les femelles de 1,76 à 2,60 mm.

## Étymologie
Cette espèce est nommée en l'honneur du Dr Henri Henrot.

## Publication originale
- Vachon, 1952 : À propos d'un pseudoscorpion cavernicole découvert par M. le Dr H. Henrot, dans une grotte de la Virginie occidentale, en Amérique du Nord. Notes Biospéologiques, vol. 7, p. 105-112.